# Friedrich Gustav Bienemann (Historiker, 1838)
Friedrich Gustav Bienemann (* 7. Februar 1838 in Riga; † 20. September 1903 in Straßburg, begraben in Freiburg) war ein deutschbaltischer Historiker und Publizist.

## Leben
Nach seinem Schulbesuch in Birkenruh studierte Bienemann von 1857 bis 1859 Theologie an der Kaiserlichen Universität Dorpat, wo er Mitglied der Fraternitas Rigensis wurde, danach von 1860 bis 1862 Geschichte in Tübingen, München und Göttingen, dann wieder von 1863 bis 1864 in Dorpat. Er war von 1865 bis 1885 als Oberlehrer an der Domschule in Reval tätig. Daneben war er 1869–1871 Chefredakteur der Revalschen Zeitung und 1880–1888 Herausgeber und Redakteur der Baltischen Monatsschrift, 1878–1982 auch Revaler Stadtverordneter.
Nach einem Aufenthalt in der Schweiz wurde er 1886 Stadtbibliothekar in Riga. Die Universität Breslau verlieh ihm 1886 den Titel „Dr. phil. h.c.“. Seit 1888 lebte er in Deutschland, zuerst in Leipzig als Redakteur der Zeitschriften Blätter für literarische Unterhaltung und Unsere Zeit (bis 1893), dann in Freiburg als Privatdozent, später auch als Honorarprofessor für osteuropäische Geschichte.

## Mitgliedschaften
- 1877–1883 Mitdirektor und 1884 Ehrenmitglied der Gesellschaft für Geschichte und Altertumskunde der Ostseeprovinzen Russlands in Riga
- 1903 Ehrenmitglied der Livländischen Gemeinnützigen und Ökonomischen Sozietät
- 1882 korrespondierendes Mitglied, später Ehrenmitglied der Kurländischen Gesellschaft für Literatur und Kunst.
- korrespondierendes Mitglied der Gelehrten Estnischen Gesellschaft Dorpat

## Schriften
- zahlreiche Abhandlungen zur baltischen Geschichte
- Die Statthalterschaft in Liv- und Estland 1783–1796. Reval Berlin 1885, Leipzig 1886.
- Briefe und Urkunden zur Geschichte Livlands in den Jahren 1558–1562. 5 Bände, Riga 1865–1876.